# 阿根廷足球协会
阿根廷足球协会（西班牙语：Asociación del Fútbol Argentino，AFA），为阿根廷足球的管理机构。它负责组织阿根廷足球联赛以及阿根廷国家足球队。此外，阿根廷足协还负责阿根廷女子足球业余联赛、室内足球等比赛。阿根廷足协成立于1893年，为南美最早的足协。
2014年7月31日凌晨消息，阿根廷足协主席、国际足联第一副主席祖利奧·格朗當拿因病去世，享年82岁。他从1979年开始担任阿根廷足协主席，在任期间阿根廷3次打进世界杯决赛，并在1986年夺冠。
2022年12月18日阿根廷隊於2022卡達世界盃打進決賽並奪冠。